# Emanuel Emegha
Emanuel Emegha (Hága, 2003. február 3. –) holland korosztályos válogatott labdarúgó, a francia Strasbourg csatára.

## Pályafutása

### Klubcsapatokban
Emegha a hollandiai Hága városában született. Az ifjúsági pályafutását a KRSV Vredenburch csapatában kezdte el, majd a Sparta Rotterdamnál folytatta.
2020-ban mutatkozott be a Sparta Rotterdam első osztályban szereplő felnőtt keretében. 2022 januárjában a belga Antwerpen szerződtette. 2022 nyarán az osztrák Sturm Grazhoz igazolt. 2023. július 22-én ötéves szerződést kötött a francia első osztályban érdekelt Strasbourg együttesével. Először a 2023. augusztus 13-ai, Lyon ellen 2–1-re megnyert mérkőzésen lépett pályára. Első gólját 2023. augusztus 27-én, a Toulouse ellen hazai pályán 2–0-ás győzelemmel zárult találkozón szerezte meg.

### A válogatottban
Emegha az U15-ös, az U19-es, az U20-as és az U21-es korosztályú válogatottakban is képviselte Hollandiát.

## Statisztika
2024. augusztus 30. szerint.

| Klub             | Szezon   | Bajnokság          | Bajnokság | Bajnokság | Kupa  | Kupa  | Nemzetközi | Nemzetközi | Összesen | Összesen |
| Klub             | Szezon   | Bajnokság          | Mérk.     | Gólok     | Mérk. | Gólok | Mérk.      | Gólok      | Mérk.    | Gólok    |
| ---------------- | -------- | ------------------ | --------- | --------- | ----- | ----- | ---------- | ---------- | -------- | -------- |
| Sparta Rotterdam | 2020–21  | Eredivisie         | 17        | 1         | 0     | 0     | —          | —          | 17       | 1        |
| Sparta Rotterdam | 2021–22  | Eredivisie         | 19        | 2         | 2     | 0     | —          | —          | 21       | 2        |
| Antwerpen        | 2021–22  | Jupiler League     | 1         | 0         | 0     | 0     | —          | —          | 1        | 0        |
| Sturm Graz       | 2022–23  | Osztrák Bundesliga | 27        | 9         | 4     | 0     | 5          | 1          | 36       | 10       |
| Strasbourg       | 2023–24  | Ligue 1            | 28        | 8         | 3     | 1     | —          | —          | 31       | 9        |
| Strasbourg       | 2024–25  | Ligue 1            | 3         | 2         | 0     | 0     | —          | —          | 3        | 2        |
| Összesen         | Összesen | Összesen           | 95        | 22        | 9     | 1     | 5          | 1          | 109      | 24       |

## Sikerei, díjai
Sturm Graz
- Osztrák Bundesliga
  - Ezüstérmes (1): 2022–23

- Osztrák Kupa
  - Győztes (1): 2022–23

Egyéni
- Osztrák Bundesliga – A szezon újonca: 2022–23